# فيكي شو
فيكي شو (بالإندونيسية: Vicky Shu)‏ هي مغنية إندونيسية، ولدت في 8 يوليو 1987 في منطقة وصاية شيلاتشب في إندونيسيا.